# Srpska Open 2023 - Qualificazioni singolare
Le qualificazioni del singolare del Srpska Open 2023 sono state un torneo di tennis preliminare per accedere alla fase finale della manifestazione. I vincitori dell'ultimo turno sono entrati di diritto nel tabellone principale. In caso di ritiro di uno o più giocatori aventi diritto a questi sono subentrati i lucky loser, ossia i giocatori che hanno perso nell'ultimo turno ma che avevano una classifica più alta rispetto agli altri partecipanti che avevano comunque perso nel turno finale.

## Teste di serie
1. Radu Albot (qualificato)
2. Arthur Fils (primo turno)
3. Liam Broady (ultimo turno, lucky loser)
4. Fábián Marozsán (primo turno)

1. Lukáš Klein (ultimo turno)
2. Elias Ymer (qualificato)
3. Mattia Bellucci (primo turno)
4. Luca Nardi (primo turno)

## Qualificati
1. Radu Albot
2. Elias Ymer

1. Dino Prižmić
2. Abedallah Shelbayh

### Lucky Loser
1. Liam Broady

## Tabellone

### Legenda
| - Q = Qualificato - WC = Wild card - LL = Lucky loser | - ALT = Alternate - SE = Special Exempt - PR = Protected Ranking | - w/o = Walkover - r = Ritirato - d = Squalificato |

### Sezione 1
|  | Primo turno | Primo turno      | Primo turno      | Primo turno | Primo turno |  |  | Ultimo turno | Ultimo turno     | Ultimo turno     | Ultimo turno | Ultimo turno |  |
|  |             |                  |                  |             |             |  |  |              |                  |                  |              |              |  |
|  | 1           | Radu Albot       | Radu Albot       | 6           | 6           |  |  |              |                  |                  |              |              |  |
|  | WC          | Aldin Šetkić     | Aldin Šetkić     | 2           | 3           |  |  | 1            | Radu Albot       | Radu Albot       | 6            | 6            |  |
|  |             | Dimitar Kuzmanov | Dimitar Kuzmanov | 6           | 6           |  |  |              | Dimitar Kuzmanov | Dimitar Kuzmanov | 3            | 3            |  |
|  | 8           | Luca Nardi       | Luca Nardi       | 4           | 4           |  |  |              |                  |                  |              |              |  |

### Sezione 2
|  | Primo turno | Primo turno          | Primo turno | Primo turno | Primo turno |  |  | Ultimo turno | Ultimo turno         | Ultimo turno         | Ultimo turno | Ultimo turno |  |
|  |             |                      |             |             |             |  |  |              |                      |                      |              |              |  |
|  | 2           | Arthur Fils          | 7           | 3           | 4           |  |  |              |                      |                      |              |              |  |
|  |             | Francesco Maestrelli | 63          | 6           | 6           |  |  |              | Francesco Maestrelli | Francesco Maestrelli | 5            | 4            |  |
|  |             | Nerman Fatić         | 6           | 4           | 2           |  |  | 6            | Elias Ymer           | Elias Ymer           | 7            | 6            |  |
|  | 6           | Elias Ymer           | 2           | 6           | 6           |  |  |              |                      |                      |              |              |  |

### Sezione 3
|  | Primo turno | Primo turno       | Primo turno       | Primo turno | Primo turno |  |  | Ultimo turno | Ultimo turno | Ultimo turno | Ultimo turno | Ultimo turno |  |
|  |             |                   |                   |             |             |  |  |              |              |              |              |              |  |
|  | 3           | Liam Broady       | Liam Broady       | 6           | 6           |  |  |              |              |              |              |              |  |
|  |             | Valentin Vacherot | Valentin Vacherot | 3           | 1           |  |  | 3            | Liam Broady  | Liam Broady  | 5            | 3            |  |
|  | WC          | Dino Prižmić      | Dino Prižmić      | 6           | 6           |  |  | WC           | Dino Prižmić | Dino Prižmić | 7            | 6            |  |
|  | 7           | Mattia Bellucci   | Mattia Bellucci   | 3           | 0           |  |  |              |              |              |              |              |  |

### Sezione 4
|  | Primo turno | Primo turno        | Primo turno   | Primo turno | Primo turno |  |  | Ultimo turno | Ultimo turno       | Ultimo turno       | Ultimo turno | Ultimo turno |  |
|  |             |                    |               |             |             |  |  |              |                    |                    |              |              |  |
|  | 4           | Fábián Marozsán    | 5             | 6           | 3           |  |  |              |                    |                    |              |              |  |
|  | Alt         | Abedallah Shelbayh | 7             | 1           | 6           |  |  | Alt          | Abedallah Shelbayh | Abedallah Shelbayh | 6            | 6            |  |
|  |             | Arthur Cazaux      | Arthur Cazaux | 4           | 4           |  |  | 5            | Lukáš Klein        | Lukáš Klein        | 4            | 2            |  |
|  | 5           | Lukáš Klein        | Lukáš Klein   | 6           | 6           |  |  |              |                    |                    |              |              |  |